# Cincinnatia winkleyi
Cincinnatia winkleyi is een slakkensoort uit de familie van de Hydrobiidae. De wetenschappelijke naam van de soort is voor het eerst geldig gepubliceerd in 1912 door Pilsbry.